# Markus Hoffmann (Schauspieler, 1969)
Markus Hoffmann (* 1969 in Gelsenkirchen) ist ein deutscher Schauspieler, Moderator und Sprecher.

## Leben
Nach einer Ausbildung zum Chemiefacharbeiter holte Markus Hoffmann sein Abitur nach und arbeitete fortan als freier Reporter für die Westdeutsche Allgemeine Zeitung (WAZ), Radio Essen, Sport1 (Tennis und Fußball) und für ProSieben. Für den Privatsender ging er 1996 als Hollywood-Reporter nach Los Angeles, wo er Michael Jackson, Robert De Niro, Meryl Streep und Steven Spielberg traf.
Er studierte am Lee Strasberg Theatre and Film Institute in Los Angeles, wurde Mitglied der Screen Actors Guild und drehte seinen ersten Film in Hollywood Lost in Babylon. 
1999 kehrte er nach Deutschland zurück und spielte an der Seite von Uwe Ochsenknecht in der Komödie Fußball ist unser Leben. Es folgten Rollen in Fernseh- und Kinoproduktionen, wie im Tatort Saarland: Adams Alptraum, 7 Zwerge – Männer allein im Wald, Tod eines Mädchens, sowie Rollen in den WDR Serien Die Anrheiner und Phoenixsee.
Markus Hoffmann lebt derzeit in Köln.

## Filmografie
- 2000: Fußball ist unser Leben (Spielfilm)
- 2000: Der Clown  (Fernsehserie, Folge: Hetzjagd)
- 2001: Aktenzeichen XY... ungelöst (Fernsehserie, 1 Folge)
- 2001: Marienhof (Fernsehserie, 1 Folge)
- 2001: Die Kumpel  (Fernsehserie, Folge: Mannis Rückkehr)
- 2001, 2012: Verbotene Liebe (Fernsehserie, 2 Folgen)
- 2001, 2004: Die Camper (Fernsehserie, 2 Folgen)
- 2004: 7 Zwerge – Männer allein im Wald (Filmkomödie)
- 2008: Kommissar Stolberg (Fernsehserie, Folge: Eisprinzessin)
- 2016: Phoenixsee (Fernsehserie, 3 Folgen)
- 2009: Der Lehrer (Fernsehserie, Folge: Jan)
- 2014: Tatort: Adams Alptraum
- 2016: Alles was zählt  (Fernsehserie, 3 Folgen)
- 2017: Heldt (Fernsehserie, Folge: Nachbarschaftswache)
- 2018: Einstein (Fernsehserie, Folge: Kompression)
- 2018: Pastewka (Fernsehserie, Staffel 8, Folge 4 "Das Lied von Hals und Nase")